# Orde del Fènix (Harry Potter)
En l'univers fictici de Harry Potter creat per J. K. Rowling, l'Orde del Fènix (Order of the Phoenix, a la versió original en anglès) és una organització secreta creada per Albus Dumbledore amb l'objectiu d'enfrontar-se a Lord Voldemort i els seus seguidors, els Cavallers de la Mort. L'Orde del Fènix té el nom al cinquè llibre de la sèrie Harry Potter, Harry Potter i l'orde del Fènix. En formen part aurors i la major part del professorat de Hogwarts.

## Argument
Quan el personatge de Tod Rodlel va començar a fer servir el nom de Lord Voldemort i va declarar la guerra al món màgic, Dumbledore va fundar l'Orde del Fènix per lluitar en contra de Voldemort. Alguns personatges es van unir a l'organització, mostrant el rebuig al fet que Voldemort agafés el poder del món màgic i establint un nou ordre al món. Durant aquest temps, fins als esdeveniments del primer llibre de Harry Potter, l'ordre va patir grans derrotes, com els assassinats dels Prewett, els Bones, els McKinnons i la incapacitació dels Longbottom a mans de la Bel·latrix Lestrange i altres cavallers de la mort. El primer regne de terror de Voldemort va acabar amb l'assassinat dels pares d'en Harry Potter, i el fracàs d'assassinar en Harry a l'inici de la saga. Això va fer disminuir radicalment els poders de Voldemort, i l'orde del fènix va ser dissolta.
No obstant això, cap al final de Harry Potter i el calze de foc, en Dumbledoe va reconstruir l'orde degut al retorn de Voldemort. Molts dels membres originals van tornar; van unir-se aviat amb nous membres que van substituir els que havien mort durant la primera guerra. L'orde del Fènix va establir la seva seu al número 12 de la plaça Grimmauld, és a dir, la casa de la família d'en Sirius Black, durant el quart i el cinquè llibre de la saga. En Dumbleore era el guardasecrets de l'orde, és a dir, era l'únic que podia revelar la seu principal de l'orde a la resta de persones. Dumbledore va morir a mans de Severus Snape al sisè llibre i això va fer vulnerable la localització de l'ordre, per això es va canviar la seu a El Cau.
L'orde va permetre la lluita contra Voldemort encara que la Conselleria d'Afers Màgics primer va refusar que l'Innominable havia resorgit. Al cinquè llibre, alguns membres de l'orde feien torns per vigilar la profecia de la Sibil·la Trelawney, referida a la relació entre Voldemort i Harry Potter. Rubeus Hagrid, el guardabosc de Hogwarts i membre de l'orde original, va ser acompanyat per Olympe Maxime en una missió per unir els gegants al bàndol de l'orde abans que ho fessin al de Voldemort. Alguns membres van participar en la batalla al departament de misteris cap al final del cinquè llibre. Altres membres van quedar-se a Hogwarts, l'escola màgica, durant la nit de la mort d'en Dumbledore al llibre Harry Potter i el misteri del Príncep, lluitant per evitar que els cavallers de la mort agafessin el control de l'escola.
Al final de la saga, la prioritat va ser escortar a Harry Potter des de la casa dels Dursley fins a El Cau sense que els cavallers de la mort el poguessin trobar. Més tard, a la novel·la, alguns membres de l'orde van dirigir el programa de ràdio L'hora d'en Harry Potter, secret, que explicava les notícies del món màgic que Voldemort prohibia que es donessin a conèixer. Durant el clímax del llibre, alguns membres de l'orde van ajudar l'exèrcit d'en Dumbledore, el personal de Hogwarts i altres estudiants a lluitar contra els cavallers de la mort a la Batalla de Hogwarts, on alguns membres de l'Orde i altres aliats van ser assassinats. Com que l'orde va ser creada principalment per combatre en Voldemort i els cavallers de la mort, és desconegut si l'orde es va mantenir després de la mort de Voldemort al final de la història, o si es va dissoldre com va passar després de la primera caiguda de Voldemort.

## Membres de l'orde
- Albus Dumbledore (Assassinat a la Segona Guerra)
- Lily Potter Evans (assassinada a la Primera Guerra)
- James Potter (Assassinat a la Primera Guerra)
- Alice Longbottom (Torturada)
- Frank Longbottom (Torturat)
- Remus Llopin (Assassinat a la Segona Guerra)
- Sirius Black (Assassinat a la Segonda Guerra)
- Aberforth Dumbledore
- Alastor Moody (Assassinat a la Segona Guerra)
- Gideon Prewett (Assassinat a la Primera Guerra)
- Fabian Prewett (Assassinat a la Primera Guerra)
- Dedalus Diggle
- Marlene McKinnon (Assassinada a la Primera Guerra)
- Emmeline Vance (Assassinada a la Segona Guerra)
- Benjy Fenwick (Assassinat a la Primera Guerra)
- Edgar Bones (Assassinat a la Primera Guerra)
- Sturgis Podmore
- Caradoc Dearborn (Desaparegut a la Primera Guerra)
- Rubeus Hagrid
- Elphias Doge
- Dorcas Meadowes (Assassinat a la Primera Guerra);
- Ben Babbaw (Traïdor, es suïcidà a la Segona Guerra)
- Arabella Doreen Figg
- Arthur Weasley
- Molly Weasley
- Bill Weasley
- Charlie Weasley
- Fleur Delacour
- Fred Weasley (Assassinat a la Segona Guerra)
- George Weasley
- Andròmeda Tonks
- Ted Tonks (Assassinat a la Segona Guerra)
- Nimfadora Tonks (Assassinada a la Segona Guerra)
- Olympe Maxime
- Mundugus Fletcher
- Kingsley Shacklebolt
- Hestia Jones
- Minerva McGonagall
- Severus Snape (Agent doble, assassinat a la Segona Guerra)

## Membres notables de l'orde
Això és una llista dels membres notables de l'Orde del Fènix. Albus Dumbledore, Severus Snape, Rubeus Hagrid i Sirius Black tenen la seva pròpia pàgina. Minerva McGonagall és a la llista de Personal de Hogwarts i Fleur Delacour, a la família Weasley.

### Aberforth Dumbledore
Aberforth Dumbledore és un personatge de la sèrie de llibres Harry Potter. És germà del mag més poderós del món, Albus Dumbledore.
Aberforth va ser esmentat per primera vegada al quart llibre de la saga, Harry Potter i el calze de foc. Al Setè Llibre, Harry Potter i les relíquies de la Mort, agafa més importància.
L'Aberforh és taverner del Cap del Senglar a Hogsmeade, el poble a prop de Hogwarts. Això va ser confirmat per J. K. Rowling. Pistes que es donen sobre això a Harry Potter i l'orde del Fènix. Harry veu alguns objectes al bar i li sembla que el que atén és familiar (havia vist a Aberforth en una fotografia, i com que és el germà d'en Dumbledore, s'hi assembla).
Encara que no se l'identifica com Aberforth, Dumbledore sempre l'esmenta com una font d'informació. Quan Voldemort li va a demanar feina a Hogwarts, Dumbledore li diu que per què hi ha tantes persones esperant-lo al Cap del Senglar. Quan Voldemort li pregunta com sap això, Dumbledore respon que "té una bona relació amb el taverner".
La Sibil·la Trelawney li diu coses a en Harry sobre l'Aberforth: quan Albus Dumbledore la va entrevistar per a donar-li feina, ella va dir la profecia sobre en Harry i en Voldemort (encara que ella no ho sap). Però va ser interrompuda pel taverner i Severus Snape, que estava escoltant la profecia. L'Snape va dir que "s'havia perdut".
L'última vegada que es veu a l'Aberforth és a Harry Potter i el misteri del Príncep, quan va a Hogsmeade i està amb Mundungus Fletcher (possiblement vigilant-lo, ja que havia robat de casa d'en Sirius Black) i al funeral del seu germà. No hi ha res més que se sàpiga d'ell.
Al setè llibre salva al trio a Hogsmeade, de cavallers de la mort que van darrere d'ells. Els demèntors apareixen i en Harry després de la seva capa invisible llança un Patronus. Els cavallers de la mort, en veure la forma d'aquest, saben que Potter està allà, encara que no puguin veure'l.
Aberforth en veure la sitació els salva, dient que el patronus va ser llançat per ell, i que no va ser un Cérvol sinó una Cabra. Ja dins del Cap del Senglar, ells parlen sobre en Dumbledore i la mort d'Ariana, ell els ajuda per mitjà d'un túnel secret a entrar a Hogwarts; Neville és qui els hi porta.
L'actor que representa l'Aberforth és Jim McManus. Va aparèixer a Harry Potter i l'ordre del fènix, encara que no va dir cap diàleg. També està previst que aparegui en l'última i setena saga de Harry Potter (les relíquies de la mort) on apareixerà obrint l'únic passadís secret (que no apareix al mapa de magatotos) entre el col·legi i Hogsmeade.

### Arabella Figg
Arabella Doreen Figg és una llufa, viu en una casa a Wisteria Walk a Little Whinging, Surrey. La senyora Figg és membre de l'Orde del Fènix i durant els últims 15 anys tenia assignat vigilar a Harry Potter, que estava creixent dos carrers més enllà, a Privet Drive.
Arabella és l'enllaç de Dumbledore entre el món màgic i el muggle. Arabella ha creat un important negoci barrejant gats amb kneazles.
Arabella, que sembla una típica llufa, té molts gats que actuen més que com a mascotes. Els utilitza com a vigilants, tenint un ull a les coses que ocorren a Privet Drive. Quan en Harry estava creixent, la Senyora Figg va ser l'única persona amb la qual els Dursley deixaven a en Harry quan se n'anaven. En Harry anava a casa de la Senyora Figg tots els anys per l'aniversari d'en Dudley, i era forçat a mirar fotos de tots els gats que ella va tenir. Odiava la seva casa. Ella va veure que no podia fer-lo gaudir molt, perquè si semblés que li agradava anar allà, els Dursley no li deixarien anar a veure-la més.
Fins i tot encara que en Harry aprengués sobre el Món Màgic el 1991 quan va complir els onze, fins a l'estiu 1995 no va comprendre que aquella Sra. Figg era en realitat un ésser d'aquell món. Una tarda calenta d'agost, Sra. Figg havia assignat a Sr. Tibbles, el seu gat, mirar en Harry. El gat va notar que en Mundungus Fletcher havia abandonat el seu lloc protegint al noi i va córrer per a dir-ho a la Sra. Figg. Mentrestant, dos demèntors van atacar en Harry i en Dudley. La Sra Figg va aparèixer després de l'atac i va portar en Harry amb els Dursleys. Al llarg del camí, ella va informar a en Harry sobre la seva missió de cuidar d'ell tots aquells anys i li va demanar quedar-se dins de casa i esperar instruccions.
Unes setmanes més tard, quan en Harry apareixia davant el Wizengamot per a considerar la utilització de la màgia durant l'atac del demèntor, Arabella Figg va declarar a favor seu.

### Mundungus Fletcher
Mundungus Fletcher és un personatge de la saga Harry Potter, és un individu de baixa alçària amb les cames curtes i arquejades, els seus cabells són pèl-rojos i llargs, va sense afaitar, i té ulls amb bosses. Desprèn una forta olor de licor i tabac.
La primera vegada que figura als llibres de la saga de Harry Potter és al segon llibre: Harry Potter i la cambra secreta, on tan solament se l'esmenta una vegada, per haver atacat a Arthur Weasley en una trampa. A partir d'aquí no s'esmenta res seu fins al quart llibre, on intenten posar una demanda a la Conselleria pels esdeveniments del Mundial i és convocat per Dumbledore com a membre de l'antic grup, a partir de (Harry Potter i l'orde del Fènix) quan fa la seva primera aparició, al deixar el seu lloc de vigilància a en Harry per fer negocis amb calders robats, sol aparèixer de forma esporàdica a la saga.
Mundungus Fletcher pertany a la secreta Orde del Fènix, encara que no va pertànyer a l'orde original. La suposada utilitat del personatge en aquesta ordre és la d'escoltar tota mena de converses i notícies entre els pocavergonyes, ja que ell n'és un d'ells.
Entre els seus delictes, es troba l'assalt a la casa dels Black, robant relíquies familiars. Està tancat a Azkaban per fer-se passar per un inferi. Comercialitzava il·legalment substàncies amb els bessons Weasley per a la seva botiga "Bromes dels Bruixots Bessons".

### Remus Llopin
Remus John Llopin és un dels personatges de les novel·les de Harry Potter. Llopin és un dels millors amics del pare d'en Harry, James Potter. És descrit com un home que porta vestits espellifats, d'aspecte pàl·lid i malaltís, talla mitjana i cabell castany.Té un caràcter conciliador però ambigu. Fuig de l'enfrontament directe i recorre sempre com a primera opció a la diplomàcia i l'astúcia. Està confirmat que Remus és fill únic, i que els seus pares possiblement ja van morir.
J. K. Rowling ha dit que és el tipus de professor que voldria tenir, ja que els entenia a tots, i va ajudar a en Neville a enfrontar-se al boggart.
Va néixer el 10 de març de 1960 (segons els comentaris de l'autora). La seva sang és barrejada. De nen va ser mossegat per l'home llop Fenrir Esquenagrisa el que va provocar que ell mateix patís aquesta maledicció. Va entrar a Hogwarts el 1971 i va anar a parar a la residència de Gryffindor. Va tenir amistat amb James Potter, Sirius Black i Ben Babbaw. Al cinquè curs va ser triat delegat. Bon estudiant, destacava pel seu caràcter tranquil i poc propici a ficar-se en problemes.
Amb Potter, Black i Babbaw va formar els "magatotis". Els dies de lluna plena, quan Llopin es transformava, els seus amics l'acompanyaven transformant-se en animals, ja que els homes llop són inofensius amb els animals (només ataquen als éssers humans). Els seus amics es van fer animags per amistat a ell.
El Pi Cabaralla va ser plantat amb la finalitat d'ocultar un túnel que portava a Ca l'Alfred (una casa abandonada prop de Hogsmade), on Llopin era portat cada mes per a la seva transformació. La seva condició d'home llop era secreta per a la resta d'alumnes. És per això que Llopin té grans dificultats per a trobar feina.
En l'escena de Harry Potter i l'orde del Fènix anomenada "El pitjor record de l'Snape" es mostra a un Llopin que desaprobaba les actituds abusives dels seus dos amics, però sense el coratge suficient per a detenir-los. S'estableix un tret molt important del seu caràcter, la por al rebuig i la passivitat per a enfrontar-se a gent que demostra afecte per ell. Després de sortir de Hogwarts va entrar en la primera formació de l'Orde del Fènix.
Llopin va tornar a Hogwarts el 1993 per ocupar la plaça de professor de Defensa Contra les Forces del Mal. Va ajudar en Harry i li ensenyà a defensar-se dels demèntors usant l'encanteri patronus.
Llopin en un principi va creure en la culpabilitat de Sirius Black quan aquest va ser acusat de vendre el matrimoni Potter a Lord Voldemort i d'assassinar al seu vell amic Ben Babbaw. És per això que no va ajudar-lo a fugir d'Azkaban ni tampoc va intentar contactar amb ell una vegada aquest es va escapar de la presó. Llopin creu el que diuen els diaris i pensa que Sirius ha tornat per Harry. Després del retrobament a Ca l'Alfred, s'aclareixen tots els malentesos, deixant clar que no va ser en Sirius qui va lliurar als Potter i va ser Babbaw. Es converteix en llop al sortir de Ca l'Alfred i fuig al bosc. Es retira del seu lloc com a professor de Defensa Contra les Forces del Mal al pensar que en Dumbledore tindria problemes si se sabia que un home-llop donava classes a Hogwarts.
Al setè llibre, es va casar amb Nimfadora Tonks i van tenir un fill al que van anomenar Ted Llopin, que mostra tendència a ser un metamorfomag. Van acordar que el seu padrí fos Harry Potter. Remus Llopin va morir durant la segona Batalla de Hogwarts el 3 de maig de 1998, al costat de la seva dona, Nimfadora Tonks, deixant al seu únic fill, Ted Llopin en mans d'Andròmeda Tonks. D'acord amb J. K. Rowling, Remus Llopin va ser assassinat per Antonin Dolohov.

### Alàstor Murri
Alàstor "Ull-foll" Murri és un personatge fictici de la saga de Harry Potter de l'escriptora J. K. Rowling.
Se suposa que ha estat el millor auror dels últims temps.
Antic amic del director de Hogwarts, l'Albus Dumbledore. Va ser auror actiu durant el regnat d'en Lord Voldemort capturant molts cavallers de la mort per a enviar-los a la presó d'Azkaban (es rumoreja que va omplir la meitat de les cel·les). A diferència d'altres aurors, ell sempre va intentar capturar vius als cavallers de la mort que seguia, per aquesta raó té el rostre ple de cicatrius, li falta una cama, una part del nas i un ull. En substitució d'aquest ull, en té un de màgic de color blau elèctric que li permet veure 360°, a través de les parets, de les capes invisibles i que té independència de l'altre, per aquesta raó té el sobrenom d'"Ull-foll", més que els seus anys d'auror, el van deixar amb una constant deliri de persecució.
Professor del quart any d'en Harry de Defensa Contra les Forces del Mal, encara que al final ens adonem que va ser reemplaçat físicament per un cavaller de la mort fidel, Barty Crouch Júnior, gràcies a la poció mutadora que havia estat robant a l'Snape.
Per aquest motiu, passa el quart any dins del bagul de set panys, fins que l'alliberen.
També Alastor Murri treballa a l'Orde del Fènix (ja pertanyia a l'original).
En Murri, el dia del dissetè aniversari del Harry, va realitzar una missió de protecció a en Harry per a dur-lo del carrer Privet al Cau. El pla consistia que a través d'una poció mutadora, altres membres de l'Orde del Fènix obtinguessin l'aspecte d'en Harry per a confondre els cavallers de la mort. En Murri era l'encarregat de protegir a un dels "falsos Harry" (en Mundungus Fletcher), però en plena missió els cavallers de la mort ataquen i en Mundungus cedeix al pànic i fuig. L'Alastor intenta detenir-lo però per llavors en Voldemort havia arribat on estava en Murri i li va llançar una maledicció assassina, posant així fi a la vida de l'auror.
En les pel·lícules és interpretat per l'actor Brendan Gleeson.

### Kingsley Shacklebolt
Kingsley Shacklebolt és un Auror molt poderós que apareix per primera vegada al llibre Harry Potter i l'orde del Fènix.
Treballa a la Conselleria d'Afers Màgics i és un grau major al de Nimfadora Tonks. És l'encarregat de la caça de Sirius Black, però com que pertany a l'Orde del Fènix, envia missatges despistant a la Conselleria d'Afers Màgics dient que Black es troba al Tibet, quan realment està a la casa de la família Black. També va pertànyer a la guàrdia encarregada de portar en Harry sa i estalvi a la caserna de l'Orde del Fènix.
Al sisè llibre, Harry Potter i el misteri del Príncep, a Kingsley Shaklebolt li encarreguen protegir el primer ministre muggle d'Anglaterra.
A Harry Potter i les relíquies de la Mort és part de l'escorta d'en Harry quan aquest surt de la casa dels Dursley. L'impressiona prenent poció de la mutació i vola en un cavall vespral amb l'Hermione. Són atacats per cinc cavallers de la mort. Es desvela que el patronus de Kingsley és un linx quan l'envia a les noces de Bill i Fleur per advertir que els cavallers de la mort han agafat el control de la Conselleria. Va continuar treballant a la Conselleria després de l'assassinat de Rufus Scrimgeour però és forçat a fugir i unir-se a la resistència clandestina després de trencar el tabú i dir el nom de Voldemort. Harry reconeix la seva veu quan juntament amb Ron i Hermione escolten una transmissió de ràdio clandestina.
En la batalla de Hogwarts lluita juntament amb Minerva McGonagall i Horaci Llagot contra Lord Voldemort abans que Harry s'unís al combat. Després de la batalla final a Hogwarts queda com a Conseller d'Afers Màgics i Cap d'Aurors. Més tard designa a Harry Potter com Cap d'Aurors.
En les pel·lícules de Harry Potter l'interpreta George Harris.

### Nimfadora Tonks
Nimfadora Tonks és un personatge fictici de la saga de novel·les "Harry Potter", creada per l'autora britànica J. K. Rowling. És una bruixa que treballa com a aurora a la Conselleria d'Afers Màgics. És filla d'Andròmeda Black i Ted Tonks. Els seus avis materns són Cygnus Black i Druella Rosier, les seves ties són Bel·latrix Lestrange i Narcisa Malfoy, el seu cosí és Draco Malfoy i és neboda segona de Sirius Black i Regulus Black. A més, és l'esposa de l'home llop Remus Llopin, amb qui té un fill anomenat Ted Remus Llopin.
Forma part de l'Orde del Fènix, dirigida per Albus Dumbledore. Posseeix la capacitat de canviar el seu aspecte quan vulgui, ja sigui el seu color de cabell, nas, etc., encara que li agrada fer servir colors cridaners per al seu cabell. El seu color preferit és el rosa xiclet. Quan estava a Hogwarts, Tonks pertanyia a la residència Hufflepuff. Mai va ser delegada, ja que el cap de la seva residència deia que li faltaven "qualitats" com un bon comportament, però les seves notes van haver de ser bones, ja que va poder fer la carrera d'auror.
Es tracta d'una maga de no molta edat (probablement va néixer el 1973 - mateix any que Bill Weasley -), ja que quan fa la seva aparició al cinquè llibre, comenta que ella era massa jove per pertànyer a l'anterior Orde del Fènix. Tonks és una de les persones que van a rescatar en Harry de casa dels Dursley, després de l'atac dels demèntors. Forma part activa de la reconstituïda Orde del Fènix i li cau bé a en Harry, ja que ell mateix vol ser auror en un futur. És un dels combatents a la batalla del Departament de Misteris, quan membres de l'Orde del Fènix acudeixen a rescatar en Harry i els seus amics, que havien caigut en una emboscada feta per Lord Voldemort.
A sisè llibre és un dels aurors assignats per la Conslleria per protegir Hogwarts. Durant el llibre se la nota deprimida i en Harry nota que el seu patronus ha canviat de forma. Ara té la d'un animal desconegut per ell. En Harry també nota que el seu cabell, sovint d'un cridaner color rosa xiclet, té ara un to fosc. La seva depressió sembla afectar la seva capacitat de metamorfosis. Tonks participa en la batalla de la Torre d'Astronomia juntament amb Llopin, Neville Longbottom, Bill, Ron i Ginny Weasley. Després de la batalla, es descobreix que estava enamorada de Remus Llopin i que el rebuig d'aquest és la causa de la seva depressió. Llopin es considera massa vell, massa pobre i "perillós" per a ella, a causa de la seva condició d'home llop. A la infermeria de Hogwarts, Tonks li diu enfront de tothom que la seva condició no li importa. Durant el funeral d'en Dumbledore, se la veu agafada de la mà de Llopin i el seu cabell torna al seu usual color rosa xiclet.
Al setè llibre, novament és un dels membres de l'Orde del Fènix que ajuden a en Harry a fugir del carrer Privet. Ella és assignada a dur en Ron a la seva escombra, que és un dels quals es transforma en Harry gràcies a la poció de la mutació. Són atacats per Bel·latrix Lestrange, però aconsegueixen escapar. Pocs dies després, es dona la notícia que Tonks està embarassada. Aquesta notícia causa una gran ansietat a en Llopin, que tem que el nadó hereti la condició d'home llop. Llopin abandona a Tonks i aquesta se'n va a viure amb els seus pares. Durant una visita de Llopin al número 12 de Grimmauld Place, Harry es queixa sobre l'abandó de la seva esposa i del seu fill no nascut, el que sembla causar una reacció positiva a en Llopin. La parella s'uneix de nou al voltant de Pasqua i acorden que en Harry sigui el padrí del nen.
Tonks mor el 2 de maig de 1998 durant la batalla de Hogwarts a la qual havia acudit per a estar amb el seu marit. És assassinada per la seva tia, Bel·latrix Lestrange, mentre que en Llopin mor a les mans del cavaller de la mort Antonin Dolohov. Poc abans de la batalla havia nascut el seu fill, Ted Remus Llopin, que, igual com la seva mare, pot canviar el color del seu cabell.
En les pel·lícules és interpretada per Natalia Tena.